# Hôn nhân cùng giới ở Querétaro
Hôn nhân cùng giới được hợp pháp trên phạm vi toàn bang Querétaro của Mexico từ ngày 13 tháng 11, 2021. Vào 22 tháng 9, 2021, nghị viện bang đã thông qua luật mới cho phép hợp pháp hóa hôn nhân cùng giới.

## Lịch sử pháp lí
Vào 22 tháng 9, 2021, nghị viện bang đã thông qua luật mới với biểu quyết 20–3.
| Đảng                              | Thành viên | Có | Không | Trắng |
| --------------------------------- | ---------- | -- | ----- | ----- |
| National Action Party             | 11         | 9  |       | 2     |
| National Regeneration Movement    | 6          | 6  |       |       |
| Institutional Revolutionary Party | 4          | 3  | 1     |       |
| Ecologist Green Party of Mexico   | 1          | 1  |       |       |
| Social Encounter Party            | 1          | 1  |       |       |
| Querétaro Independiente           | 1          |    | 1     |       |
| Độc lập                           | 1          |    | 1     |       |
| Tổng                              | 25         | 20 | 3     | 2     |